# Mughiphantes bicornis
Mughiphantes bicornis là một loài nhện trong họ Linyphiidae.
Loài này thuộc chi Mughiphantes. Mughiphantes bicornis được Andrei V. Tanasevitch & Michael Ilmari Saaristo miêu tả năm 2006.